# 491

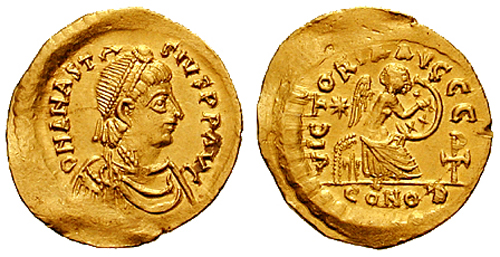
Keizer Anastasios I (r. 491-518)

Het jaar 491 is het 91e jaar in de 5e eeuw volgens de christelijke jaartelling.

## Gebeurtenissen

### Klein-Azië
- 11 april - Anastasius I (r. 491-518) volgt zijn voorganger Zeno op als keizer van het Byzantijnse Rijk. Na zijn benoeming ontslaat hij vele Isauriërs uit machtige posities en verbant hen uit Constantinopel.

### Brittannië
- Koning Aelle van Sussex belegert en verovert het versterkte fort van Anderida (Zuid-Engeland). Na de inname laat hij de Romano-Britse bevolking afslachten. (volgens de Angelsaksische Kroniek)

### Europa
- De Franken onder leiding van Clovis I verslaan het leger van de Thüringers. Het gebied wordt ingelijfd bij het Frankische Rijk.
- Lupicinus wordt benoemd tot aartsbisschop van Lyon. (waarschijnlijke datum)

### Italië
- Koning Theodorik de Grote verovert Magna Graecia (Zuid-Italië). De Ostrogoten voeren een plunderveldtocht op Sicilië.
- Olybrius Junior wordt door de Senaat gekozen tot consul.

### Korea
- Munja (myong) Wang (r. 491-519) bestijgt als koning de troon van het koninkrijk Koguryo.

### India
- Moggallana I (491-508) regeert als koning in de hoofdstad Anuradhapura (Sri Lanka).

## Religie
- Johannes Hesychastes, Armeens bisschop, vlucht naar het klooster de "Grote Laura" in Mar Saba (Woestijn van Judea).

## Overleden
- Aelle van Sussex, koning van de Angelsaksen (waarschijnlijke datum)
- Patient van Lyon, Frans bisschop (waarschijnlijke datum)
- 9 april - Zeno, keizer van het Byzantijnse Rijk